# Koniewo (województwo warmińsko-mazurskie)
Koniewo – wieś w Polsce położona w województwie warmińsko-mazurskim, w powiecie lidzbarskim, w gminie Lidzbark Warmiński. Przez miejscowość przepływa rzeka Elma, lewy dopływ Łyny.
Jest to rozwinięta wieś posiadająca wiele walorów turystycznych i rekreacyjnych, m.in. przebiega przez nią szlak rowerowy Koniewo-Iława.
W latach 1975–1998 miejscowość administracyjnie należała do województwa olsztyńskiego.  Wieś znajduje się w historycznym regionie Warmia.